# Lama Sidibé
 (avril 2010).
Améliorez-le ou discutez des points à vérifier. 
 (avril 2010).
Si vous disposez d'ouvrages ou d'articles de référence ou si vous connaissez des sites web de qualité traitant du thème abordé ici, merci de compléter l'article en donnant les références utiles à sa vérifiabilité et en les liant à la section « Notes et références ».
Lama Sidibé de son nom de naissance Mamadou Lamarana Sidibé, né le 27 janvier 1965 dans le quartier populaire de Horé Fello à Mamou en république de Guinée.

## Biographie
À l'âge de 19 ans, Lama Sidibé joue d'abord avec Bigné Doumbouya, saxophoniste à la paillote de Conakry, puis poursuit sa carrière musicale avec le groupe Nimba jazz de Nzérékoré. Quelques années plus tard, il fonde son premier groupe professionnel, « Muydhe » (Le Destin).
En 1995, il produit son premier album à Abidjan. Ce n'est qu'en 1996 que Lama décide de mettre son album « A welilan » sur le marché
Il rencontre  Rougui Balde, PDG de Gris Gris productions, et signe avec elle pour un contrat de trois albums. Le premier album de la série s'intitule « Falaama » (Désir en poular), connait un certain succès et Lama Sidibé part en tournée dans toute l'Afrique de l'ouest. Il est ensuite invité à se produire en Europe et donne son premier concert à Aubervilliers (Paris) le 29 décembre 1999, puis à Hambourg, Bruxelles, Amsterdam et Saint-Denis.
Le chanteur se rend ensuite en Amérique pendant cinq mois et parcourt les grandes villes américaines, notamment New York, Washington, Chicago et Indianapolis où il participe au festival[Lequel ?] de la ville. Il est le premier Africain à recevoir le trophée « African djembe Awards », un prix de récompense pour la promotion de la culture africaine aux États-Unis.
Alors que son album Falaama est à la tête du hit-parade national et dans les meilleures ventes de cassettes et cd en Guinée, Lama Sidibé entre en studio au Burkina Faso pour la réalisation d'un double album. Le premier se nomme « Seguelere » (Épervier en poular).
La Croix-Rouge guinéenne lui a attribué le titre d'ambassadeur de l'institution.[réf. nécessaire]
En mai 2025, il est victime d’un AVC et est alité à l’hôpital de l’Amitié sino-guinéenne, avant d’être évacué vers Tunis le 16 juillet 2025, avec la prise en charge du ministère de la Culture de Guinée.

### Festivales
Avec son groupe musical SELLA FINDE, sous la conduite de son manager, Mamadou Mo Dinguiraye Diallo, Lama Sidibé participent a plusieurs rendez-vous musicaux lors des tournée en Afrique, en Europe et en Amérique dont entre autres : 
- Participation à la première édition du festival mondial de la musique à varadero au Cuba en 2008 avec Daniel Cuxac[5] ;
- A Luanda en Angola avec le centre culturel Dr Agostinho Neto ;
- Au festival mondial des Arts Nègres à Dakar[6].

## Discographie
- 1996 : A welilan
- 1998 : Falaama
- 2003 : Seguelere
- 2010 Mbertde An Nden Waalike ( Tube planetaire)
- 2015 : Foutaproduit et sorti aux USA et Ko Allah Wallata sorti en Guinée

### Singuel
- 2024 ː Toumba Diakité[7]

## Prix et reconnaissances
- 2022 : Trophées d'excellence aux victoires de la musique guinéenne,